# 平朗镇
平朗镇，原为平朗乡，是中华人民共和国广西壮族自治区南宁市横州市下辖的一个乡镇级行政单位。2018年撤乡设镇。。区划代码改为450127117 。

## 行政区划
平朗镇下辖以下地区：
平朗社区、上颜村、下颜村、双窑村、秋江村、黄强村、南乐村、笔山村、滩晚村、稔歌村、池鹏村、宝鼎村、那眉村和飞洒村。

## 中国传统村落
2013年8月，笔山村被评为第二批中国传统村落。